# Praiano (cantor)
Almiro Jose Alves (5 de maio de 1951, Urandi, Bahia) conhecido como Praiano, é um cantor e compositor brasileiro, nascido no estado da Bahia, tornou-se grande expressão na música sertaneja raiz, compôs músicas para diversos discos e foi a última dupla de Tião Carreiro. Atualmente faz dupla com Rodrigo Mattos.

## Duplas
Em 1992, começou uma dupla com Tião Carreiro, junto a Tião, lançaram o disco, "O Fogo e a Brasa" que teve mais de 500.000 cópias vendidas, logo no lançamento. Em 1994 a dupla Peão Carreiro & Praiano, trabalhou em dois CDs que também obtiveram bons resultados, ganhando uma versão em dose dupla anos depois. A junção de Praiano com Ronaldo Viola obteve êxito com um único CD, a música com maior sucesso foi "Desatino", regravada pelo cantor Daniel. Praiano faz dupla com o violeiro Rodrigo Mattos há mais de dez anos.

## Discografia
- 1992 TIÃO CARREIRO E PRAIANO - O FOGO E A BRASA
- 1994 PEÃO CARREIRO E PRAIANO - MM GRAVAÇÕES
- 1995 PEÃO CARREIRO E PRAIANO - OS DIPLOMATAS
- 2004 RONALDO VIOLA E PRAIANO - VOLUME 01
- 2007 RODRIGO MATTOS E PRAIANO - NOVOS CAMINHOS
- 2018 RODRIGO MATTOS E PRAIANO - MODÃO É SEMPRE MODÃO